# Петар Матовић
Петар Матовић (Титово Ужице, 12. јул 1978) српски је песник и есејиста.
Дипломирао је на катедри за српску књижевност на Филолошком факултету у Београду. Живи у Пожеги. Пише поезију и есеје, објављује у периодици (Летопис Матице српске, Кораци, Поља, Књижевни магазин, Сарајевске свеске, Quorum, Zarez и др).
Поезију му карактерише отклон према језику баналности и свакодневице, као и интерпретација слојевитости културе света. Изразити песник културе, тананог песничког нерва. Поезија му је превођена на неколико светских језика (енглески, пољски, шпански, каталонски).

## Књиге
- Камерни комади, 1996.[3]
- Кофери Џима Џармуша, 2009.[4]
- Одакле долазе даброви, 2013.[5]
- Из срећне републике, 2017.[6]

## Награде
Добитник неколико књижевних стипендија и награда:
- Паунова награда, за књигу Из срећне републике, 2017.
- Награда „Бранко Миљковић”, за књигу Из срећне републике, за 2017.
- Награда „Перо деспота Стефана Лазаревића”, 2022.